# Désirée Viola
Désirée Viola (Houthalen, 5 januari 1992 – 7 december 2018) was een Vlaams actrice, danseres en model.
In 2009 deed ze haar eerste televisie-ervaring op met een onderwerp in het programma 1000 zonnen. In de Ketnet-serie Galaxy Park (2013-2014) speelde ze het personage Bo. In 2013 won ze de Flair-modellenwedstrijd. Vanaf 2013 tot 2018 speelde ze mee in Prinsessia (2014-2016) en in muzikale theatershows als prinses Roos. Ook speelde ze in 2017 tot 2018 in de Nederlandse serie Nieuwe Tijden de rol van Fien. Het is een spin-off van de RTL 4-soapserie Goede tijden, slechte tijden. Haar laatste nieuwe rol was Adina in Secrets in 2018, een spin-off van de VRT-soapserie Thuis. 
Begin december 2018, op 26-jarige leeftijd, stapte ze uit het leven. Ze werd op 15 december begraven in de Sint-Martinuskerk in Houthalen.

## Televisie
- 2013-2014 - Galaxy Park, als Bo[3]
- 2013-2018 - Prinsessia, als Prinses Roos
- 2017-2018 - Nieuwe Tijden, als Fien Poirier
- 2017-2018 - Biba & Loeba, als Biba
- 2018 - Secrets, als Adina